# Gelasius Dobner
Gelasius Dobner, właściwie Felix Job Dobner (imię zakonne Gelasius a Sancta Catharina) (ur. 30 maja 1719 w Pradze, zm. 24 maja 1790 tamże); czeski niemieckojęzyczny pijar i historyk.

## Biogram
Urodził się w rodzinie stolarza Josefa Dobnera i Marii Anny Schaeffler. Jego językiem ojczystym był niemiecki.
Najpierw studiował u jezuitów i w 1737 wstąpił do zakonu pijarów.
W 1752 postarał się o zezwolenie czeskiej kancelarii dworskiej na powstanie szkoły pijarskiej w Pradze, dla której kupił dom w ulicy Celetnej.
Impuls dla jego zainteresowania historią Czech dał biskup Václav Antonín Vokoun. Jako amatorski badacz z roczną rentą 300 złotych od cesarzowej Marii Teresy Habsburg m.in. na podstawie analizy różnych źródeł ustalił obszar Wielkich Moraw, zajmował się kwestią nadania tytułu królewskiego dla Władysława II, cyrylicą i głagolicą, liturgią staro-cerkiewno-słowiańską. Napisał także książkę biograficzną o Tomášu Pešinie z Čechorodu.
Wydał edycję źródeł łacińskich opisujących historię czeską (Monumenta historica Bohemiae nusquam antehac edita, 1764–1785); słynny dzięki komentarzowi krytycznemu w Kronice Czeskiej Václava Hájeka z Libočan w tłumaczeniu łacińskim Victorina a Sancta Cruce.
Jego dokonania są uważane za początek nowoczesnego dziejopisarstwa czeskiego. Do jego tradycji nawiązali Josef Dobrovský i František Palacký.